# San Vincenzo in Prato
A San Vincenzo in Prato egy milánói templom.

## Története
A templomot 806-ban említik először egyházi okiratok, ekkor a bencések tulajdona volt. A 8. század során épült, Desiderius püspök megbízásából, egy római templom alapjaira. A 16. században kisajátították, egy időben ipari üzemként működött. 1885-ben adták vissza eredeti rendeltetésének és restaurálták.

## Leírása
A háromhajós, mindössze 40x20 méter alaprajzú templom román stílusú, egyszerű vonalvezetésű. Különösen érdekes a 8—9. századi építészet sajátosságait szépen tükröző hármas apszis. A keresztelőkápolna a 9. századból származik.